# Europeiska Hansamuseet

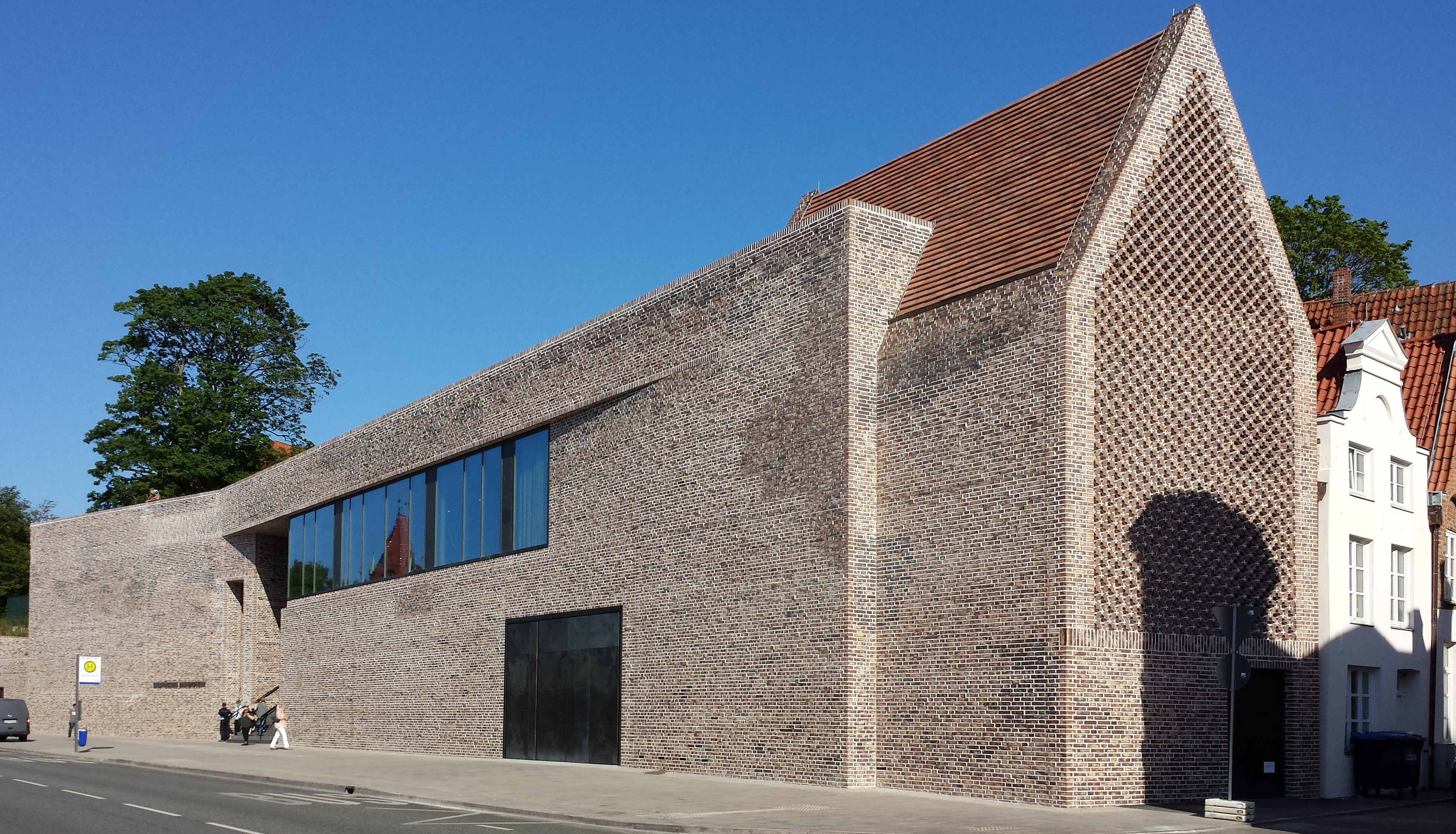
Museets fasad i juni 2015.

Europeiska Hansamuseet (tyska Das Europäische Hansemuseum) ligger i hansestaden Lübeck i Schleswig-Holstein i norra Tyskland. Det är det största museet med inriktning på hansatiden och det invigdes i maj 2015 och visar Hansans historia. Museet drivs av Lübecks Possehl-Stiftung, uppkallad efter köpmannen och mecenaten Emil Possehl.

## Bakgrund

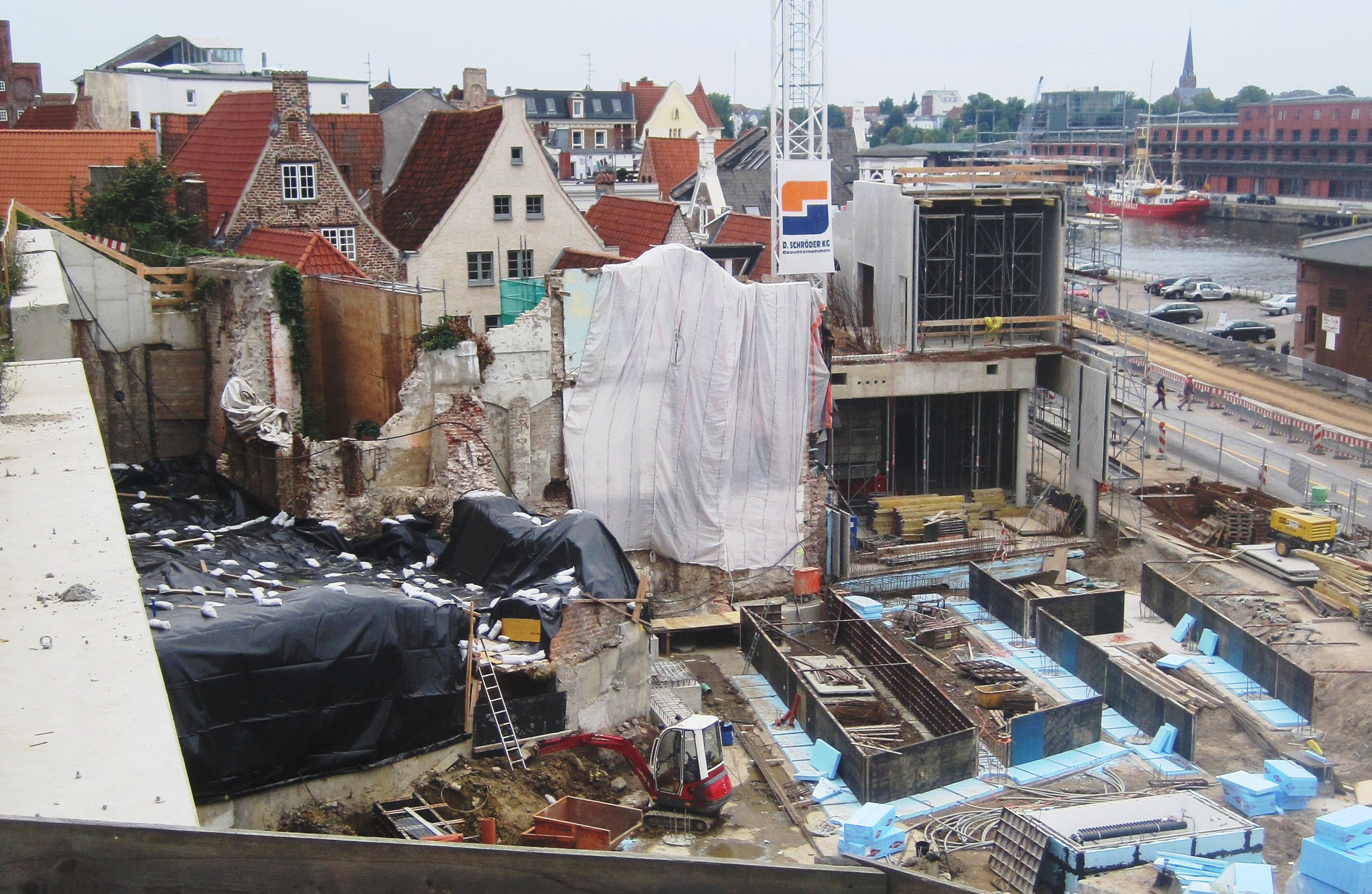
Byggplatsen i september 2013.

Efter flera års överläggningar och diskussioner beslöt Lübecks borgarskap (motsvarar kommunstyrelse) att inrätta ett hansamuseum. Byggarbetena vid gatan An der Untertrave 1 började i januari 2012. På platsen fanns tidigare ett befolkningsskyddsrum från andra världskriget och ett sjömanshem. Färdigställandet fördröjdes med nästan två år på grund av att omfattande arkeologiska fynd gjordes i samband med schaktarbetena.
Byggnaden uppfördes efter ritningar av arkitekt Andreas Heller; han stod även bakom utställningskonceptet. Vetenskaplig rådgivare var hansaforskaren Rolf Hammel-Kiesow. Den total utställningsarealen omfattar cirka 7 000 m², då ingår 2 400 m² inom intilliggande klosterborgen (Burgkloster). Anläggningen kostade 45 miljoner euro att bygga och invigdes den 27 maj 2015 av Tysklands förbundskansler Angela Merkel.

## Museet
På olika stationer illustrerar museet Hansans utveckling från 1200-talet och drygt 400 år framåt. I konceptet ingår även hansestädernas stadsutveckling, lybska rättens betydelse för handeln, religionens inflytande och pestens härjningar. Även myter och legender som skapades efter Hansans undergång är tema för utställningen. Hansans historia skildras med exempel från Novgorod, Lübeck, Brygge, Bergen och London. Originalföremål blandas med iscensättningar och mediastationer; London visas som en stor stadsmodell från omkring år 1500. Förklarande texter finns på tyska, engelska, svenska och ryska.

## Bilder från utställningen

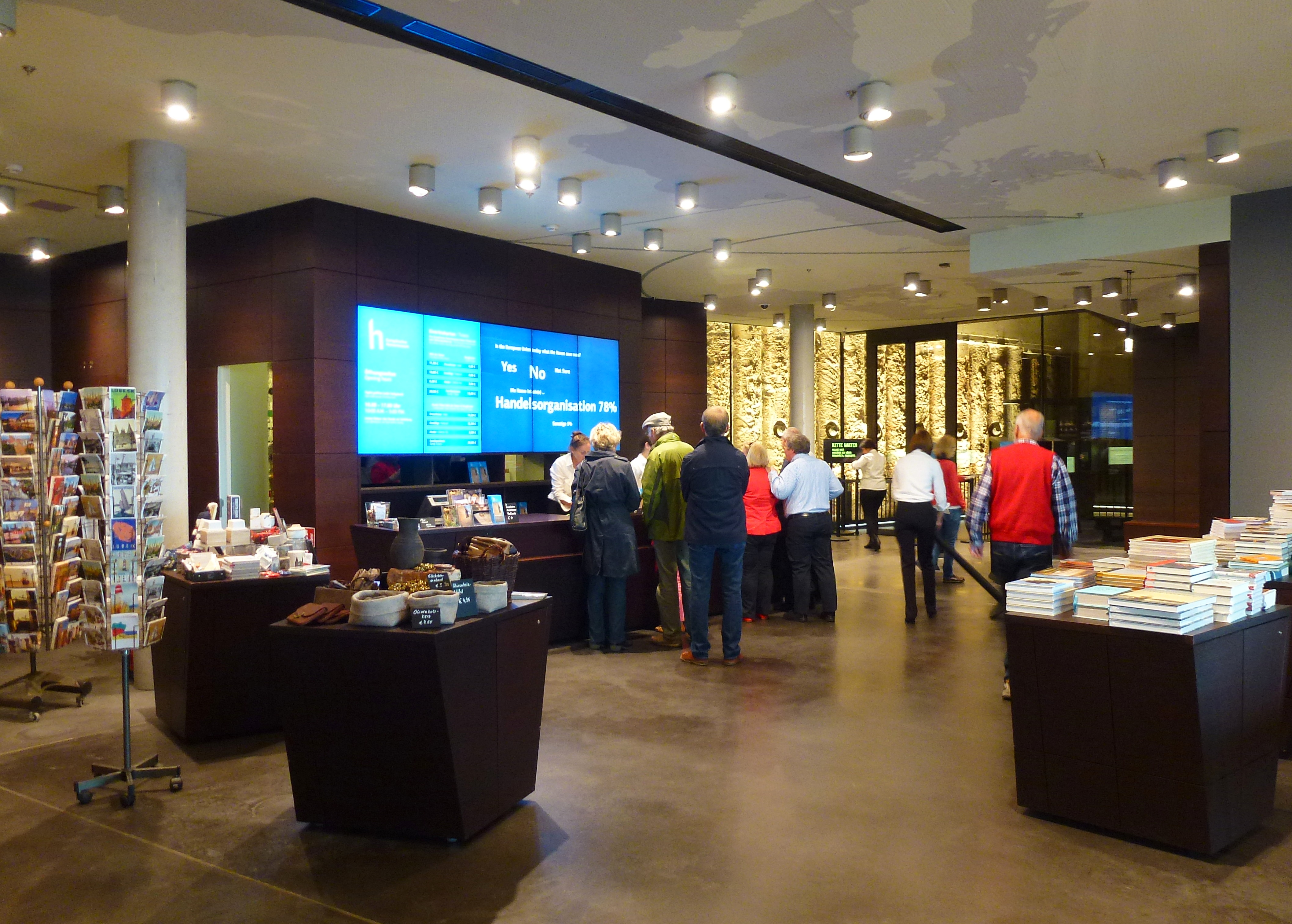
Entréhallen
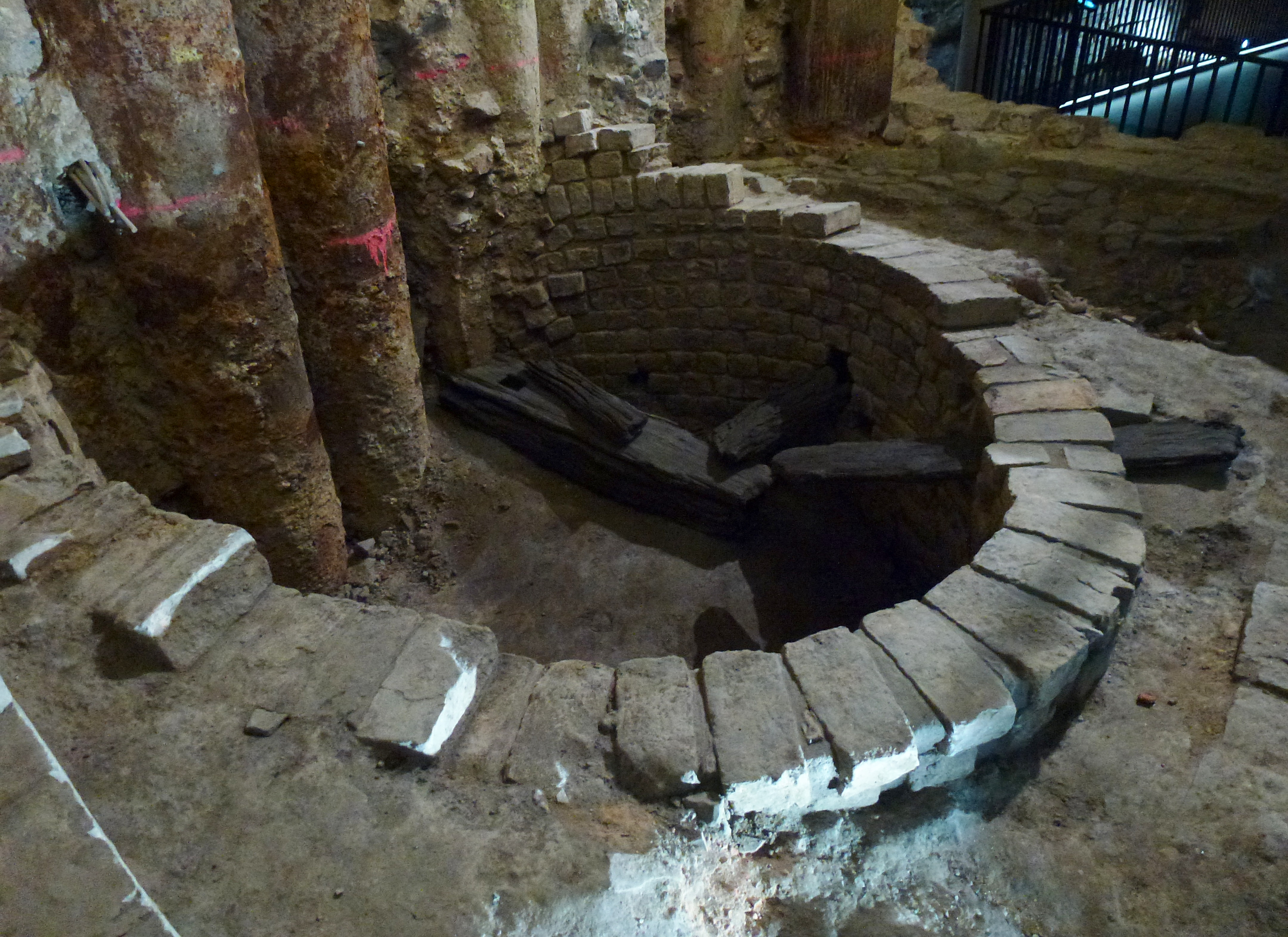
Utgrävningsplats i källaren
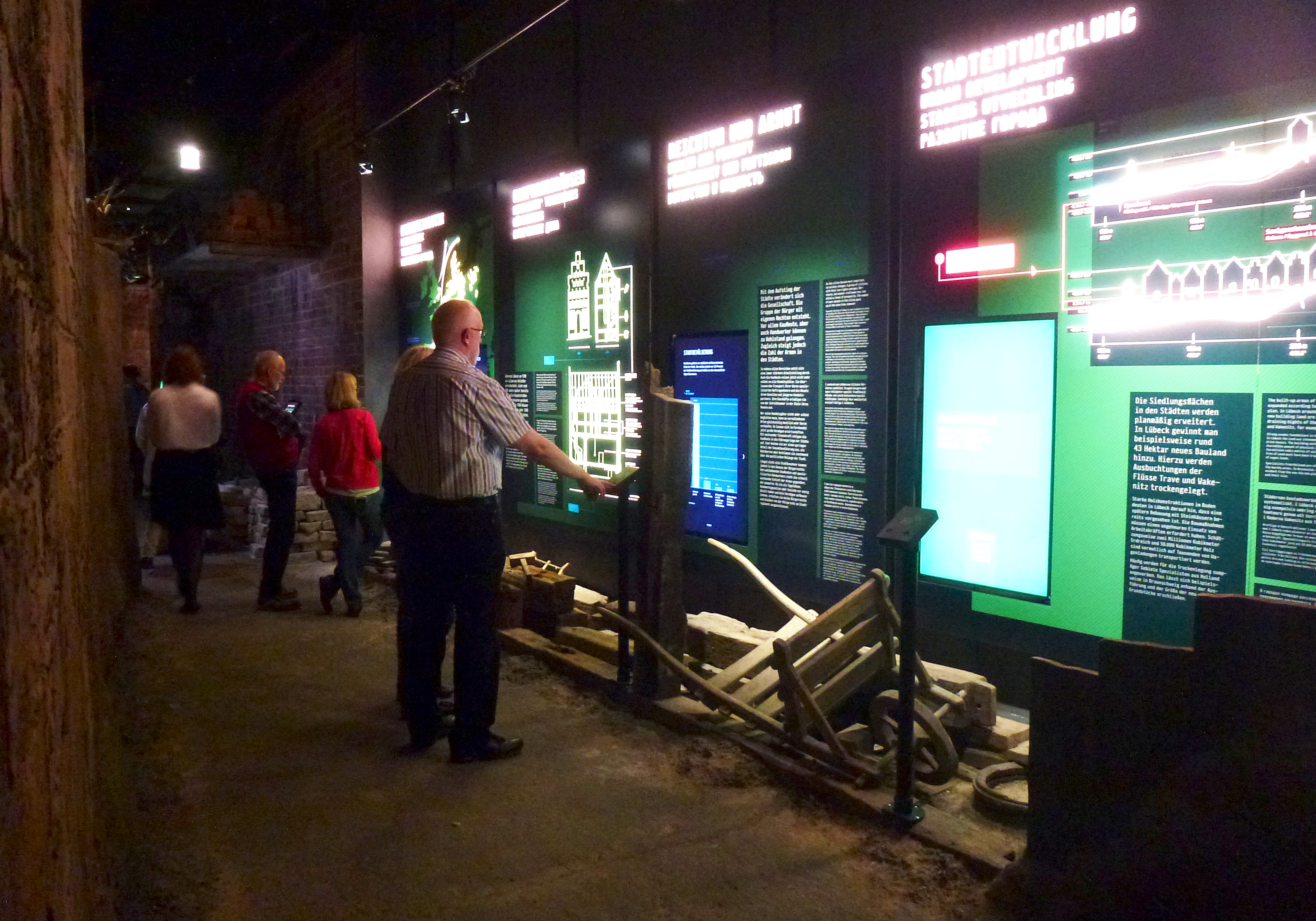
Stadshistorisk utveckling
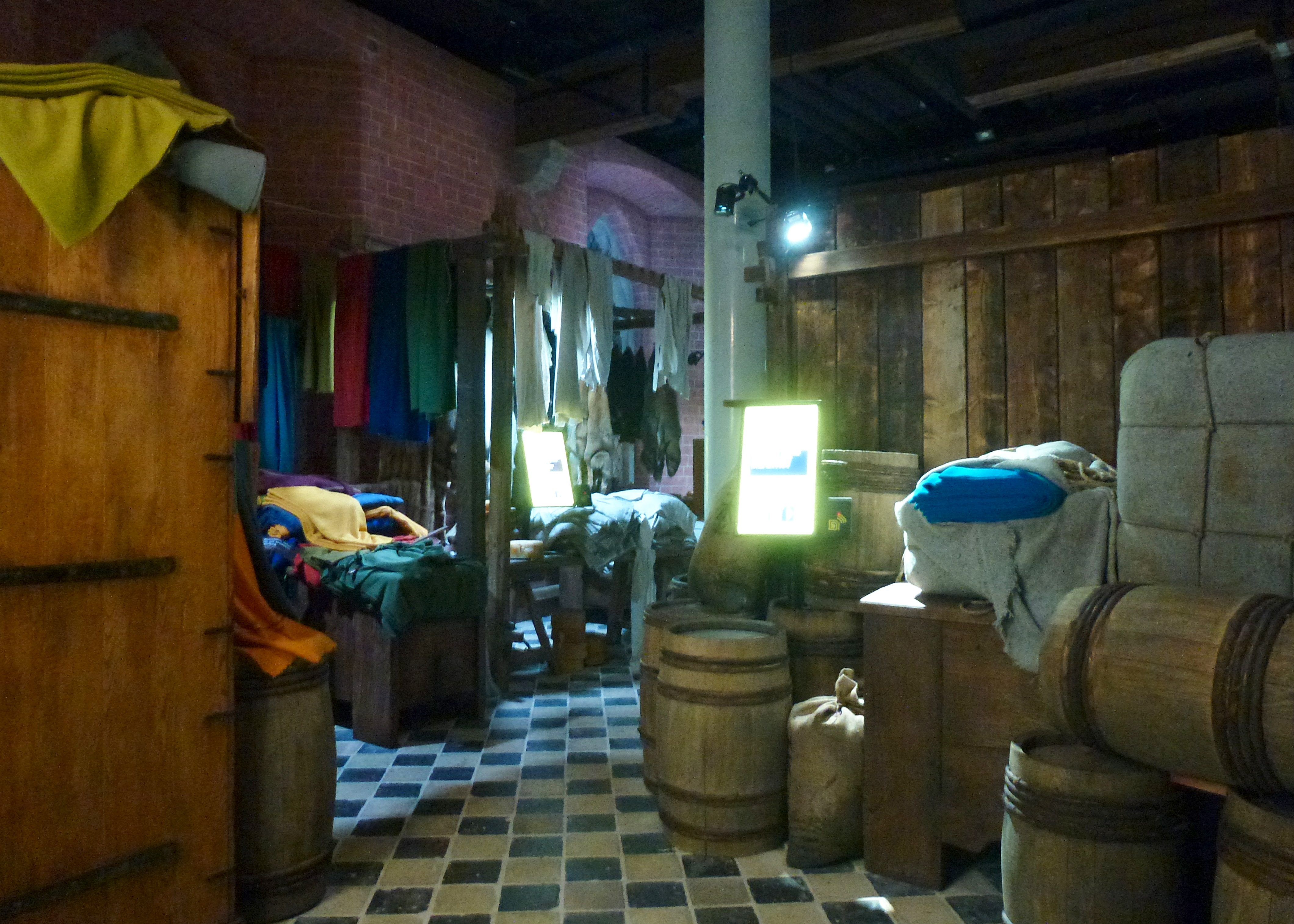
Iscensättning, varor
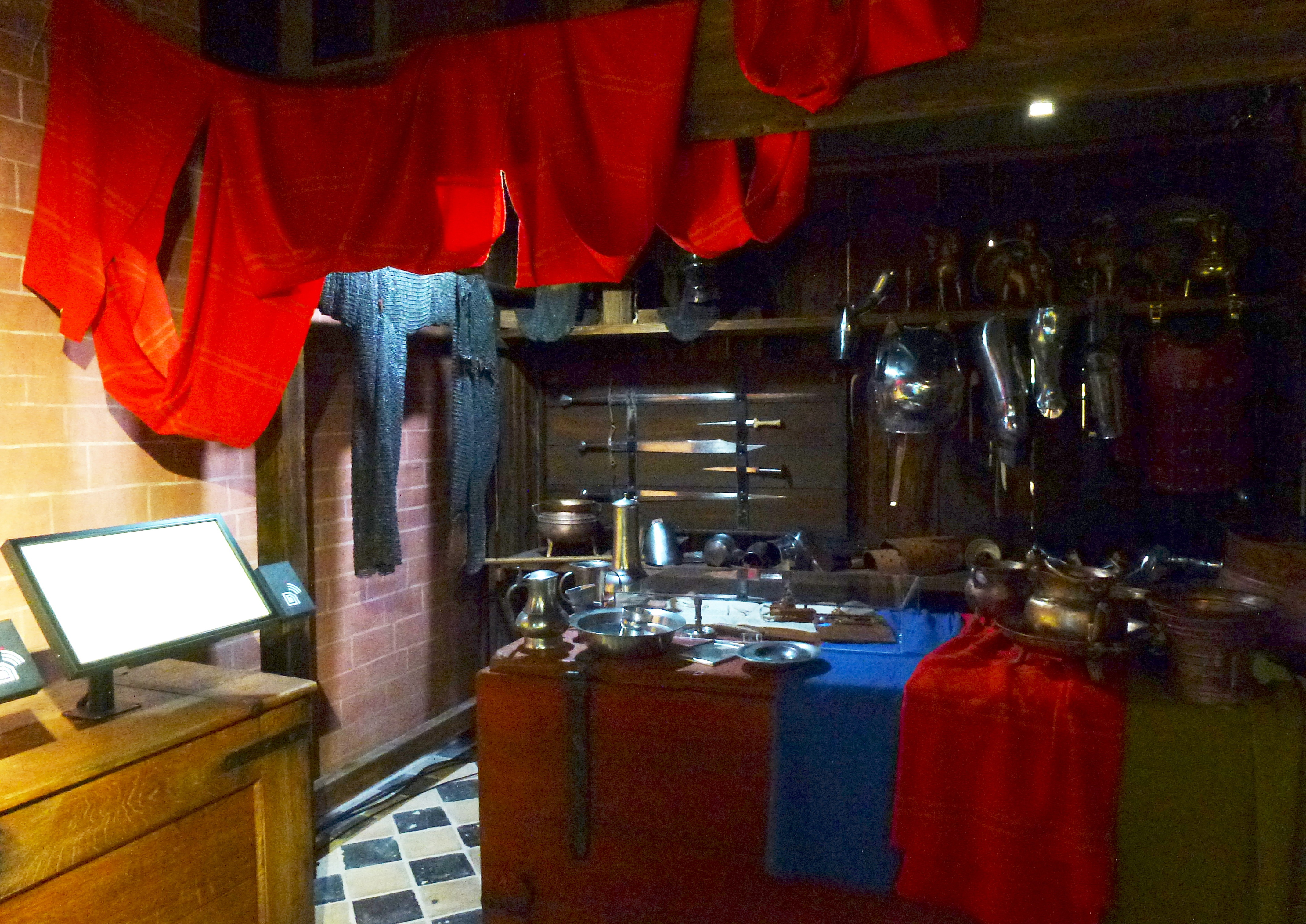
Iscensättning, föremål
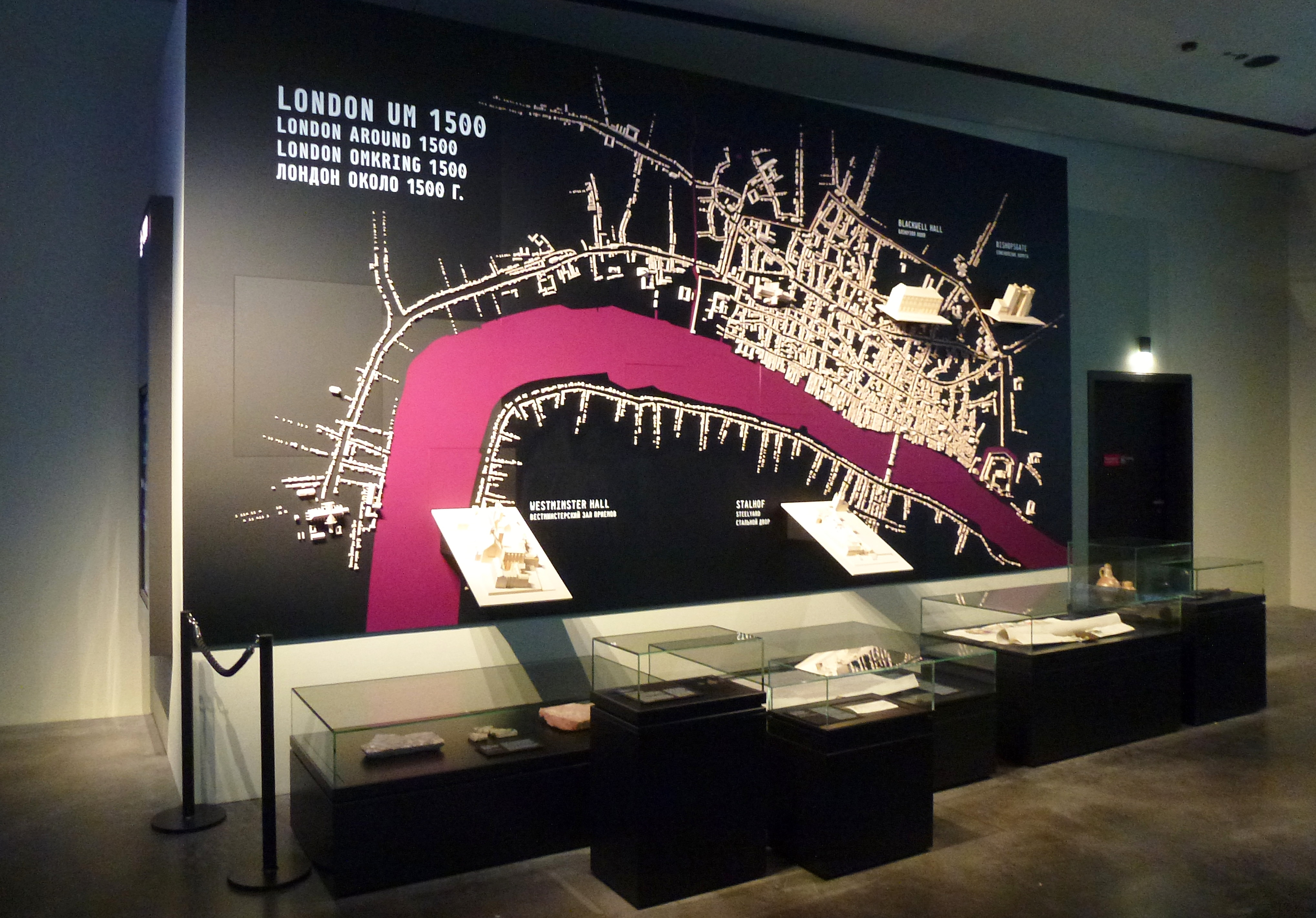
London, modell ca år 1500